# Ernst Kaltenbrunner
Ernst Kaltenbrunner (Ried im Innkreis, 4 ottobre 1903 – Norimberga, 16 ottobre 1946) è stato un generale e criminale di guerra austriaco. Membro delle SS, ottenne il comando del RSHA nel 1943, dopo la morte di Reinhard Heydrich. Fu condannato a morte al processo di Norimberga.

## Biografia
Kaltenbrunner nacque a Ried im Innkreis, in Austria, figlio di un avvocato. Dopo aver frequentato l'università di Graz, ottenne l'abilitazione ad avvocato nel 1926; professione che esercitò dapprima a Linz, poi a Salisburgo e nuovamente a Linz dal 1928.
Entrò nel partito nazista e nelle SS austriache nel 1932, dapprima come Gauredner (oratore distrettuale) e in seguito Rechtsberater (consulente legale) dell'VIII divisione delle SS. Nel gennaio 1934 venne per un breve periodo incarcerato nel campo di concentramento di Kaisersteinbruch, con altri membri del partito, per l'opposizione al governo di Engelbert Dollfuss. Sempre nel corso dello stesso anno venne nuovamente imprigionato con l'accusa di alto tradimento e di complicità nell'omicidio del primo ministro austriaco. Sebbene tali accuse fossero state fatte cadere con la presa di potere del Partito nazista, venne ugualmente condannato a sei mesi con l'accusa di cospirazione.
A metà del 1935 Kaltenbrunner era diventato la figura più importante delle SS austriache, raggiungendo il grado di SS-Brigadeführer al termine dell'Anschluss. L'11 settembre 1938 venne promosso SS-Gruppenführer, ottenendo la nomina a membro del Reichstag e diventando comandante superiore delle SS e della Polizia per il distretto del Danubio. Nell'aprile 1941 venne ulteriormente promosso a Maggiore Generale della polizia.
Il 30 gennaio 1943 Kaltenbrunner venne nominato Comandante in capo del RSHA, in seguito all'assassinio di Reinhard Heydrich, morto il 4 giugno 1942 per le ferite riportate nell'attentato del 27 maggio precedente, mantenendo tale incarico fino al termine del conflitto. Con l'avvicinarsi della fine della guerra, il potere di Kaltenbrunner aumentò sempre più, specialmente in seguito al fallito attentato contro Hitler del 20 luglio 1944. Da allora ebbe accesso diretto ad Hitler, e lo stesso Himmler iniziò a temere il potere raggiunto da quello che doveva essere un suo subordinato. Il 9 dicembre 1944 venne decorato con la Croce di Cavaliere al merito di guerra.

## Processo di Norimberga
Al processo di Norimberga, venne accusato di aver commesso crimini di guerra e crimini contro l'umanità: riconosciuto colpevole per entrambi i capi d'accusa, venne giustiziato tramite impiccagione il 16 ottobre 1946; fu il terzo a salire sul patibolo. Le sue ultime parole furono: "Io ho amato il mio popolo tedesco e la mia madrepatria con sincero affetto. Ho fatto il mio dovere verso le leggi del mio popolo e sono dispiaciuto che ora la mia gente venga guidata da persone che non sono state soldati e che dei crimini siano stati commessi senza che io ne fossi a conoscenza. Buona fortuna, Germania".
Il suo corpo venne cremato nel Cimitero Est di Monaco di Baviera e le ceneri, insieme alle ceneri di altri 10 imputati, vennero sparse nel Wenzbach, un affluente del fiume Isar, nella medesima città.